# La musique de Furia
La musique de Furia è una colonna sonora del chitarrista britannico Brian May, pubblicata il 23 novembre 2000 dalla EMI.

## Descrizione
Si tratta della colonna sonora del film Furia diretto da Alexandre Aja e contiene venti brani strumentali e Dream of Thee.

## Tracce
1. Furia Theme (opening titles) – 4:40
2. First Glance (solo flute) – 1:35
3. Landscape  – 1:14
4. Tango: Cuesta Abajo (written by Carlos Gardel, performed by Manuel Cedron) – 2:59
5. The Meeting (solo guitar) – 1:35
6. First Kiss – 2:03
7. Storm – 2:19
8. Phone – 1:07
9. Pursuit – 3:45
10. Diner – 1:18
11. Apparition – 1:36
12. Arrest – 1:28
13. Father And Son – 1:34
14. Aaron – 0:49
15. Fire – 0:55
16. Gun (solo violin) – 1:55
17. Reggae: Bird In Hand (written by Lee Perry, performed by The Upsetters) – 3:30
18. Killing – 1:13
19. Escape – 1:50
20. Go On – 2:19
21. Dream Of Thee – 4:36
22. Gun (alternative version) (Traccia bonus) – 1:33

## Formazione
- Brian May - voce, chitarra, tastiere
- Phillipa Davies - flauto
- Rolf Wilson - Primo Violino
- Dave Lee - Solo Horn
- Emily May - "Comparsa" vocale